# Andrew N. Liveris

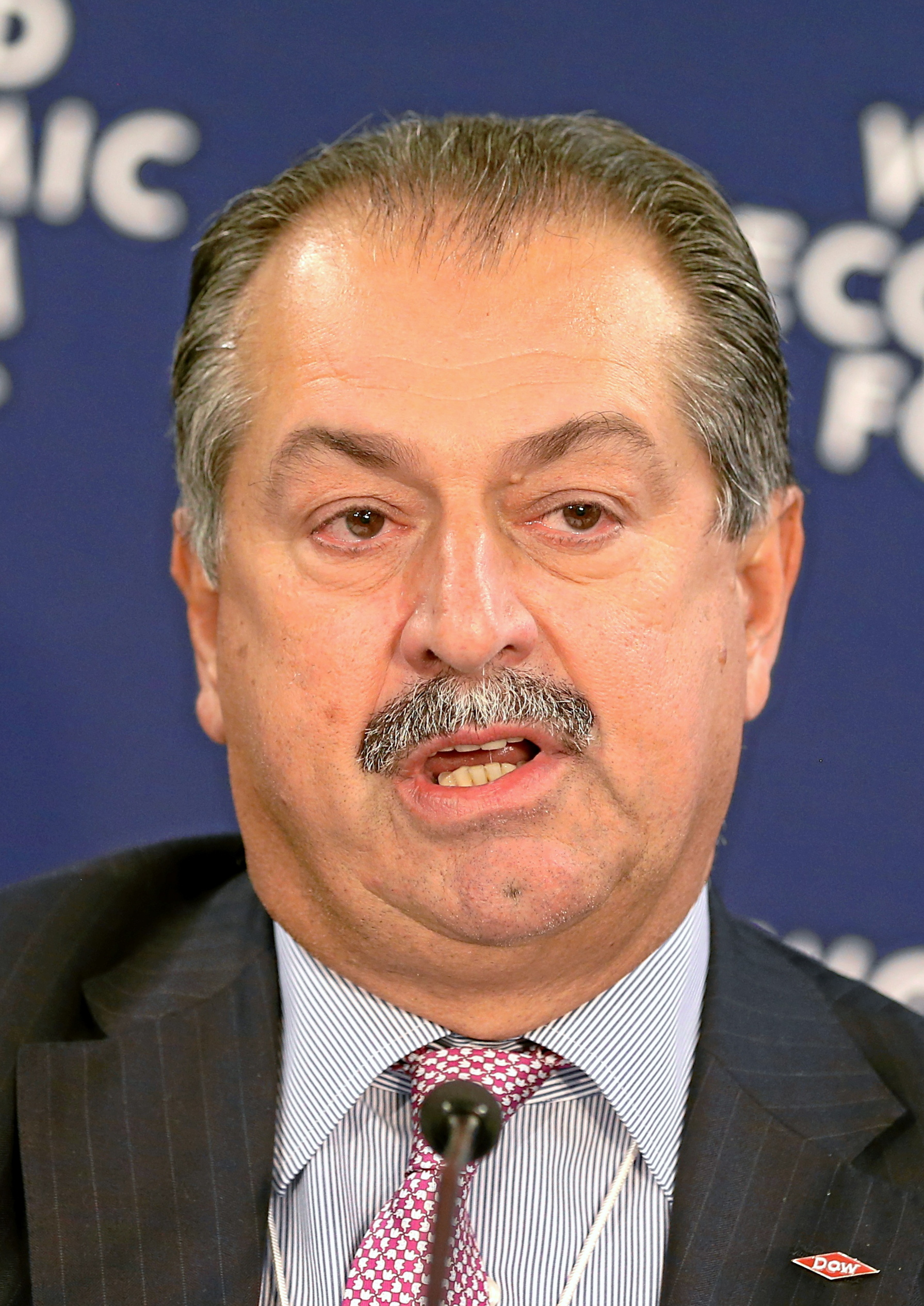
Andrew Liveris (2013)

Andrew Nicholas Liveris (* 5. Mai 1954 in Darwin, Australien) ist ein australisch-US-amerikanischer Manager griechischer Abstammung.

## Leben
Liveris wurde als Sohn einer griechischen Einwandererfamilie in Australien geboren. Er besuchte die Darwin High School in Darwin und die Brisbane State High School in Brisbane. Er studierte an der University of Queensland. Liveris ist verheiratet und hat drei Kinder.

## Wirken
Liveris ist seit über 30 Jahren für Dow Chemical tätig und leitet seit November 2004 als CEO  den US-amerikanischen Konzern Dow Chemical. Zum 1. Juli 2018 ging er in den Ruhestand.

## Preise und Auszeichnungen (Auswahl)
- 2013: Chemical Industry Medal[5]